# Taphozous perforatus
Taphozous perforatus es una especie de murciélago microquiróptero de la familia Emballonuridae.

## Distribución
Se encuentra en Benín, Botsuana, Burkina Faso, República Democrática del Congo, Yibuti, Egipto, Etiopía, Gambia, Ghana, Guinea-Bissau, India, Irán, Kenia, Malí, Mauritania, Níger, Nigeria, Pakistán, Arabia Saudita, Senegal, Somalia, Sudán, Tanzania, Uganda y Zimbabue.

## Hábitat
Su hábitat natural son las sabanas áridas.